# 鹿兒島機場
鹿兒島機場（日语：／ Kagoshima kūkō */?），是一座位於日本鹿兒島縣霧島市的二級民用機場，距離鹿兒島市的鹿兒島中央站東北約29.6公里。跑道在1944年建成，但直至1962年才有定期航班。在2000年機場的旅客數目首次突破2.5萬人次。

## 航空交通管制
| 種類 | 頻率                              |
| CLR  | 121.8MHz                          |
| GND  | 121.7MHz                          |
| TWR  | 118.2MHz,126.2MHz,261.2MHz        |
| DEP  | 119.4MHz                          |
| APP  | 119.4MHz,120.8MHz,126MHz,261.2MHz |
| TCA  | 120MHz,225.2MHz                   |
| ATIS | 127.05MHz                         |

## 航空保安無線設施

### 機場内設置
| 局名   | 識別信號 | 周波數   | 周波數  |
| 局名   | 識別信號 | VOR      | DME     |
| 加治木 | KGE      | 115.7MHz | 1191MHz |

### 機場外設置
| 局名   | 識別信號 | 周波數 | 周波數   | 周波數  | 周波數  |
| 局名   | 識別信號 | NDB    | VOR      | DME     | TACAN   |
| 鹿兒島 | HK       | 390KHz |          |         |         |
| 鹿兒島 | HKC      |        | 113.3MHz |         | 1167MHz |
| 國分   | KBE      |        | 117.3MHz | 1207MHz |         |

- 維護業務由大阪航空局鹿兒島機場事務所航空管制技術官担任

## 航空公司與航點
| 航空公司                              | 目的地                                                   | 航廈 |
| ------------------------------------- | -------------------------------------------------------- | ---- |
| 日本航空（JL）                        | 東京-羽田、大阪-伊丹、德之島、奄美                       | 國內 |
| 日本空中通勤（JC）                    | 福岡、松山、沖永良部、屋久島、喜界、種子島、與論、德之島 | 國內 |
| 全日本空輸（NH）                      | 東京-羽田、大阪-伊丹                                     | 國內 |
| 全日本空輸（NH） （由全日空之翼營運） | 名古屋-中部                                              | 國內 |
| 天馬航空（BC）                        | 東京-羽田、神戶                                          | 國內 |
| 空之子航空（LQ）                      | 東京-羽田、沖繩                                          | 國內 |
| 捷星日本航空（GK）                    | 東京-成田、名古屋-中部                                   | 國內 |
| 富士夢幻航空（JH）                    | 靜岡                                                     | 國內 |
| 樂桃航空（MM）                        | 大阪-關西                                                | 國內 |
| 大韓航空 (KE)                         | 首爾-仁川                                                | 國際 |
| 濟州航空（7C）                        | 首爾-仁川                                                | 国际 |
| 中華航空（CI）                        | 台北-桃園                                                | 國際 |
| 中国东方航空（MU）                    | 上海-浦东                                                | 国际 |

代碼共享飛航航空公司
| 航空公司           | 代碼共享航空公司   |
| ------------------ | ------------------ |
| 阿提哈德航空（EY） | 香港航空（HX）     |
| 美國航空（AA）     | 捷星日本航空（GK） |
| 夏威夷航空（HA）   | 日本航空（JL）     |
| 英國航空（BA）     | 日本航空（JL）     |
| 菲律賓航空（PR）   | 全日本空輸（NH）   |
| 澳洲航空（QF）     | 捷星日本航空（GK） |
| 阿提哈德航空（EY） | 大韓航空（KE）     |

## 機場設施
機場共有三層，分為国内航线航站楼及国际航线航站楼兩部份。

### 国内航线航站楼
- 1樓：兒童樂園、登機櫃枱、行李提取處、問詢處、郵局
- 2樓：兒童樂園、藝術長廊、候機區入口、收費休息室
- 3樓：展望台、兩個收費休息室、團體收費休息室、遊戲角、作品展示區

### 国际航线航站楼
- 1樓：登機櫃枱、兩個團體休息室、行李提取處
- 2樓：出境審查處、入境審查處、關稅及出入境事務辦公室、Sky Shop免稅店、Sky Shop咖啡廳
- 3樓：展望台

## 周边景点
- 西乡公园（日语：西郷公園）
- JR肥萨线嘉例川站
- 高屋山上陵（日语：高屋山上陵）

## 交通

### 巴士
- 机场航站楼：除了有直达巴士前往鹿儿岛县各城市和外县各城市之外，还有鹿儿岛 - 熊本线的城际巴士“きりしま号（日语：きりしま号）”和鹿儿岛 - 福冈线的“樱岛号（日语：桜島号）”（仅部分班次）停靠，并设有导览窗口和售票机。

- 机场南巴士站：位于九州自动车道主线上。过去曾发着连接九州和本州各地的长途高速巴士，但由于大部分鹿儿岛发着路线已经暂停或取消，目前只停靠福冈线。步行约15分钟可到达机场航站楼。

### 道路
- 九州自动车道 - 溝辺鹿儿岛空港IC（日语：溝辺鹿児島空港インターチェンジ）
- 国道504号
- 鹿儿岛县道56号隼人加治木线（日语：鹿児島県道56号隼人加治木線）

### 铁路
- JR九州 - 肥萨线
  - 中福良站（直线距离约2公里，实际距离6.1公里）
  - 嘉例川駅（大约4公里，开车10分钟）

## 外部連結
- 鹿兒島機場（页面存档备份，存于）（日語）（英文）（简体中文）（繁體中文）
- 谷歌地圖